# تنام، کنت
تنام (به انگلیسی: Teynham) یک روستا و محله مدنی در بریتانیا است که در Swale واقع شده‌است. تنام ۲٬۹۰۴ نفر جمعیت دارد.